# Kohlewirtschaft
Die Kohlewirtschaft, auch Kohleindustrie genannt (veraltete Bezeichnung Kohlenwirtschaft bzw. Kohlenindustrie), ist der Industrie-/Wirtschaftszweig, der sich mit der Gewinnung und Verarbeitung von Kohle befasst.

## Geschichte

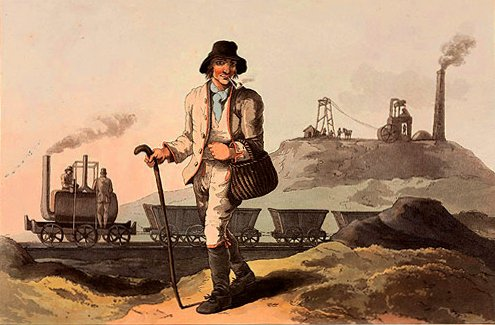
Früher Kohlebergbau und Dampflokomotive (Gemälde, England, 1814)

Die Kohlewirtschaft nahm ihren Aufschwung mit der Industrialisierung ab dem 19. Jahrhundert, da Kohle als Brennstoff die wichtigste Energiequelle für die Befeuerung von Dampfkesseln und somit für den Antrieb von Dampfmaschinen darstellte, die wiederum Dampflokomotiven und --schiffe sowie alle Arten von Produktionsmaschinen in Fabriken und Generatoren in Kraftwerken antrieben. Mit Holz, dem zuvor dominierenden Brennstoff, war man nicht mehr in der Lage, den wachsenden Energiehunger von Industrie, Gewerbe, Transport und Verkehr zu decken. Des Weiteren bildet Kohle, bzw. der daraus erzeugte Koks, einen wichtigen Rohstoff für die Verhüttung von Eisenerz zu Stahl und somit den wichtigsten technischen Werkstoff.
Den Höhepunkt ihrer Bedeutung erreichte die Kohlewirtschaft in den Industrienationen im frühen 20. Jahrhundert. Ab Mitte des 20. Jahrhunderts wurde die Kohle in vielen Anwendungen zunehmend von Erdöl und -gas verdrängt. Heute wird in den Industrienationen der Großteil der Kohle in Kohlekraftwerken verstromt.

## Teilzweige

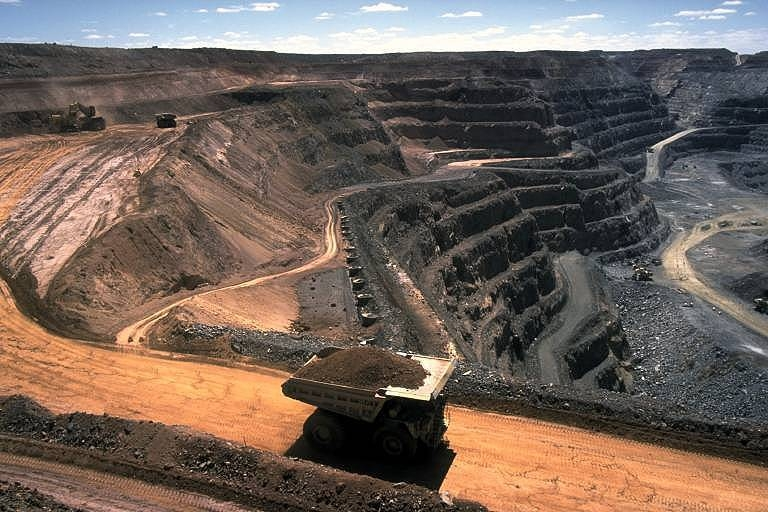
Gewinnung, hier im Tagebau
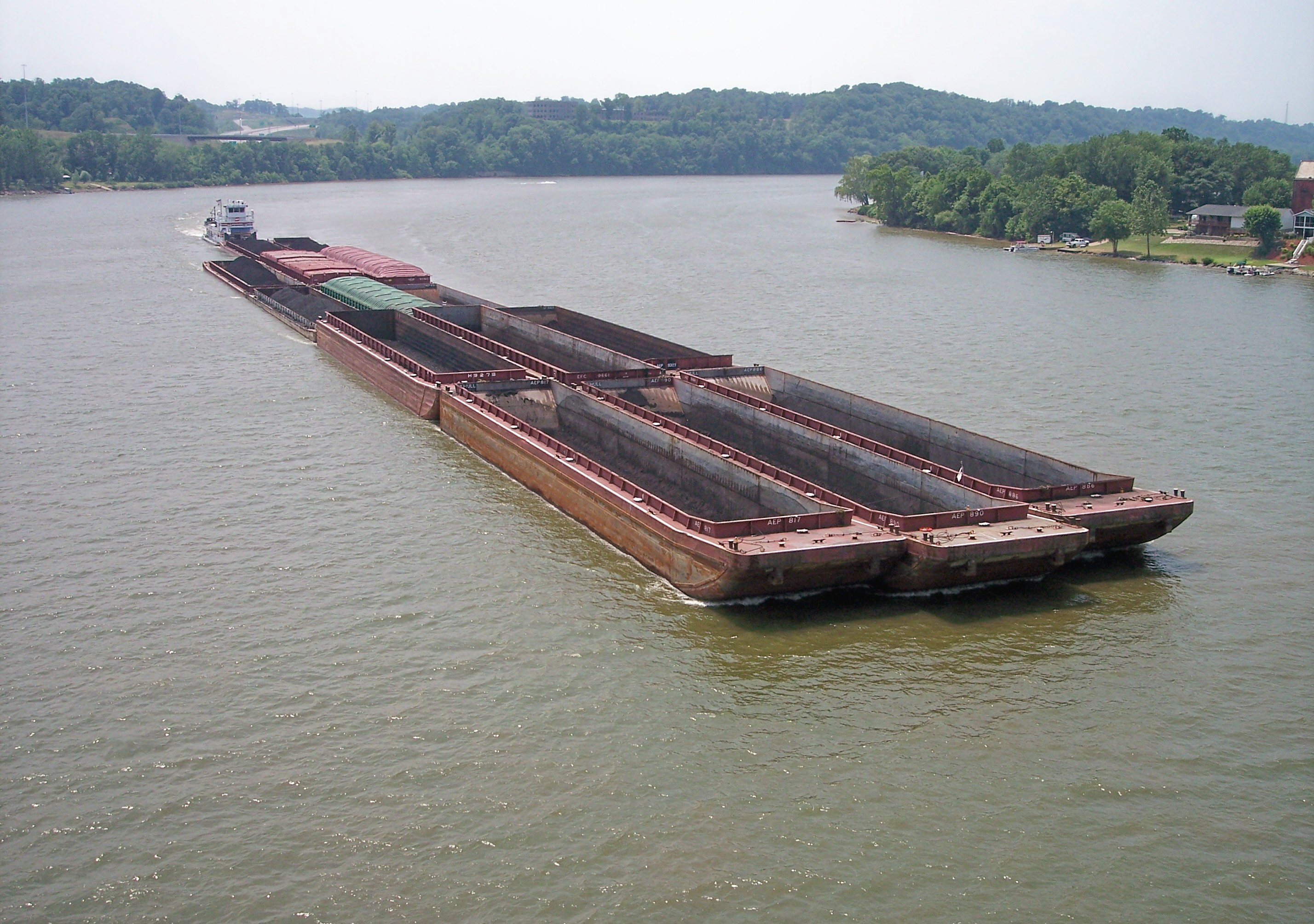
Transport, hier per Schubverband
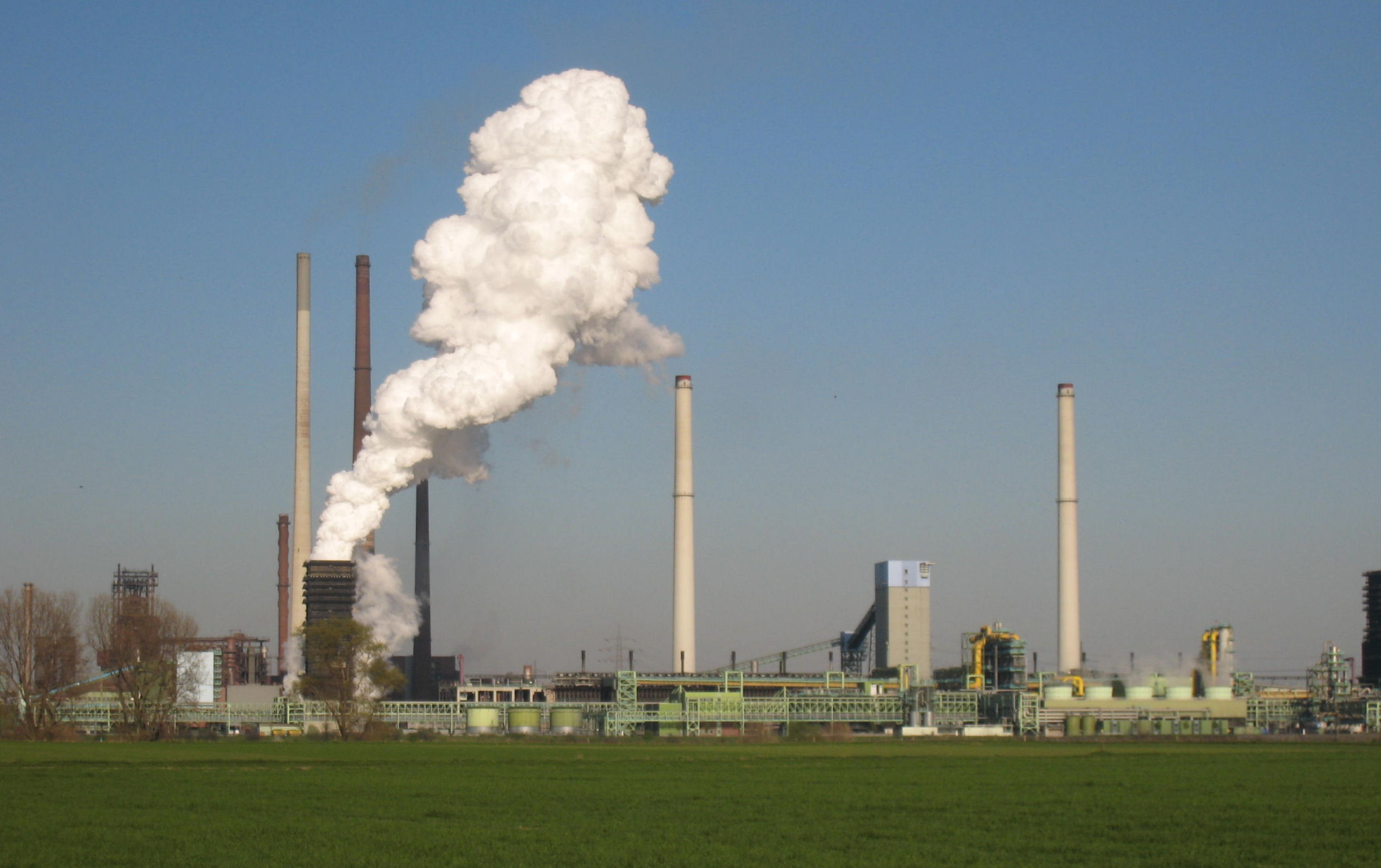
Veredlung, hier Kokerei Schwelgern
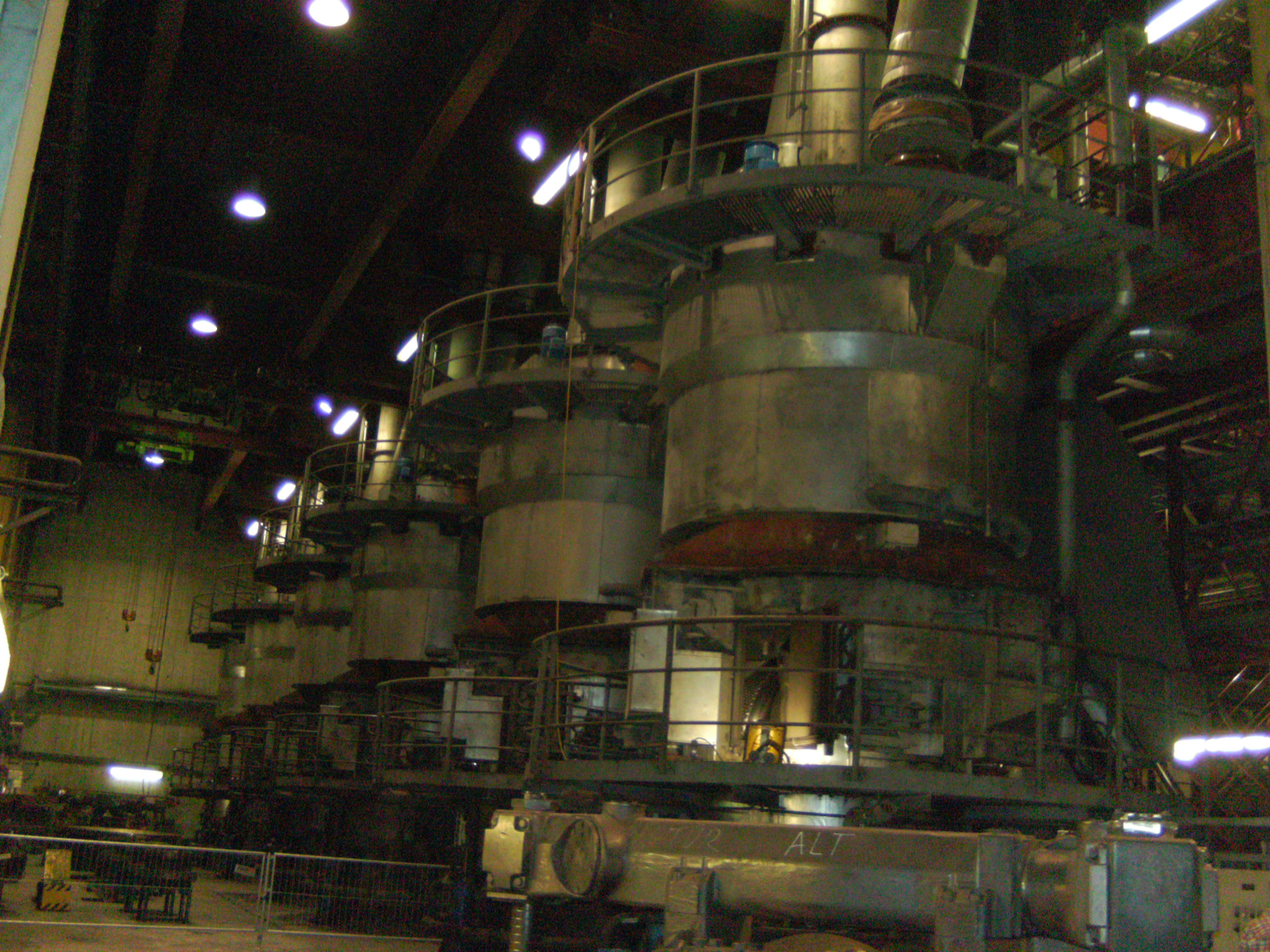
Nutzung, hier Kohlemühlen im Heizkraftwerk Altbach/Deizisau

Die Kohlewirtschaft umfasst alle Phasen der Verarbeitungskette der Kohle von der Gewinnung bis zur Nutzung:
- Gewinnung: Stein- und Braunkohlebergbau (NACE B05[3])
  - bei Steinkohle meist untertägig
  - bei Braunkohle meist im Tagebau
- Transport
  - per Schiff (Massengutfrachter): Langstrecken interkontinental und Mittelstrecken national (Teil von NACE H50[3])
  - per Bahn (Kohlenbahn): Mittelstrecken national und international (Teil von NACE H49.2[3])
  - per Straße (LKW): Kurzstrecken, selten (Teil von NACE H49.4[3])
  - per Förderbandanlage: Kurzstrecke
- Kohleveredlung (NACE C19[3])
  - Kokereiwesen und Kohlevergasung
  - Kohleverflüssigung
  - Kohlebrikettierung
- Nutzung:
  - Stoffliche Nutzung als Rohstoff für Produktionsprozesse (insbes. in der Kohlechemie) (Teil von NACE C20/21/22[3])
  - Energetische Nutzung als Brennstoff, insbes. Verstromung in Kohlekraftwerken (Teil von NACE D35.1[3])

## Wirtschaftsverbände und Institute
Nationale und international ist die Kohlewirtschaft in verschiedenen Wirtschaftsverbänden organisiert und unterhält verschiedene Forschungseinrichtungen, beispielsweise:
- International:
  - European Association for Coal and Lignite (EURACOAL)
  - World Coal Association
- Deutschland:
  - Gesamtverband Steinkohle (GVSt)
  - Deutscher Braunkohlen-Industrie-Verein (DEBRIV – Bundesverband Braunkohle)
  - Verein der Kohlenimporteure
  - DGMK Deutsche Wissenschaftliche Gesellschaft für Erdöl, Erdgas und Kohle